# 泰盲蝽屬
泰盲蝽屬（學名：Taylorilygus）是昆蟲綱半翅目盲蝽科盲蝽亞科盲蝽族之下的一個屬。

## 屬
根據Catalogue of Life和《中國動物志》，本屬包括下列各個物種：
- 泛泰盲蝽 Taylorilygus apicalis[1]：亦作泛泰盲椿象
- 班胸泰盲蝽 Taylorilygus ornaticollis
- Taylorilygus pallidulus
- Taylorilygus simonyi